# Mömbris
Mömbris település Németországban, azon belül Bajorországban. Lakosainak száma 11 564 fő (2023. december 31.). Mömbris Freigericht, Geiselbach, Krombach (Unterfranken), Blankenbach, Hösbach, Johannesberg és Alzenau in Unterfranken községekkel határos.

## Népesség
A település népessége az elmúlt években az alábbi módon változott:
| Lakosok száma | 1585 | 3653 | 7693 | 10 830 | 11 805 | 11 714 | 11 525 | 11 511 | 11 507 | 11 564 |
|               | 1875 | 1950 | 1975 | 1987   | 2012   | 2014   | 2016   | 2017   | 2021   | 2023   |